# Municipio de Clyde (Illinois)
El municipio de Clyde (en inglés: Clyde Township) es un municipio ubicado en el condado de Whiteside en el estado estadounidense de Illinois. En el año 2010 tenía una población de 402 habitantes y una densidad poblacional de 4,32 personas por km².

## Geografía
El municipio de Clyde se encuentra ubicado en las coordenadas 41°52′54″N 89°54′30″O / 41.88167, -89.90833. Según la Oficina del Censo de los Estados Unidos, el municipio tiene una superficie total de 93 km², de la cual 92,75 km² corresponden a tierra firme y (0,28 %) 0,26 km² es agua.

## Demografía
Según el censo de 2010, había 402 personas residiendo en el municipio de Clyde. La densidad de población era de 4,32 hab./km². De los 402 habitantes, el municipio de Clyde estaba compuesto por el 97,01 % blancos, el 1 % eran asiáticos, el 0,25 % eran de otras razas y el 1,74 % eran de una mezcla de razas. Del total de la población el 1,24 % eran hispanos o latinos de cualquier raza.